# Sztefan Aladzsov
Sztefan Atanaszov Aladzsov (bolgárul: Стефан Атанасов Аладжов) (Szófia, 1947. október 18. –) bolgár válogatott labdarúgó.
A bolgár válogatott tagjaként részt vett az 1970-es és az 1974-es világbajnokságon.

## Sikerei, díjai
Levszki Szofija
- Bolgár bajnok (5): 1967–68, 1969–70, 1973–74, 1976–77, 1978–79
- Bolgár kupa (5): 1969–70, 1970–71, 1975–76, 1976–77, 1978–79

Egyéni
- Az év bolgár labdarúgója (1): 1970